# Ove Riisberg Jensen
Ove Jørgen Riisberg Jensen, född 1 april 1911 i Bindslev, död 24 augusti 1993, var en dansk ingenjör, författare och poet.
Ove Riisberg Jensen debuterade i bokform 1933 med diktsamlingen Nattesange. Därefter gav han ut diktsamlingarna Nye Nattesange (1943), Aks (1945), Hjertegræs (1947) och Hjemme på landet (1950). Därefter publicerades Lystsejlads: oplevelser og reflektioner 1979.